# Dofí de Heaviside
El dofí de Heaviside (Cephalorhynchus heavisidii) és un petit dofí juganer que, a causa de la seva grandària i la forma del seu cap, pot ser confós amb una marsopa.

## Descripció
- Creix fins a aproximadament 180 centímetres de longitud i arriba a pesar fins a 75 quilograms.
- El cap és gris fosc
- La meitat frontal del seu dors i la part superior dels flancs és gris clar.
- Les aletes i la meitat del darrere del llom són gris fosc.
- El ventre és blanc i té línies blanques en els flancs fins a l'aleta dorsal.

## Reproducció
Arriben a la maduresa sexual entre els 7 i 9 anys. El període de gestació és probablement de 10 mesos. Els aparellaments ocorren a la primavera i a l'estiu. Es creu que les femelles poden criar, en terme mitjà, cada tres anys.

## Distribució geogràfica
Viu des de Ciutat del Cap (Sud-àfrica) fins a Namíbia i, possiblement, Angola.

## Costums
Els dofins de Heaviside són animals socials i actius. Es congreguen en grups de 5 a 10 individus, i de vegades en grups majors. Són capaços de nedar ràpidament. Part dels seus jocs i activitat social consisteix a saltar verticalment fora de l'aigua, girar en l'aire, i caure de nou al mar sense produir gairebé soroll.

## Conservació
La longevitat màxima coneguda d'un dofí de Heaviside és de 20 anys. Aquest relativament curt temps de vida, juntament amb el llarg període de cria, causa un baix creixement de l'espècie. Addicionalment, aquest dofí és particularment sensible a la caça.